# Семмадон
Семмадо́н (фр. Semmadon) — коммуна во Франции, находится в регионе Франш-Конте. Департамент — Верхняя Сона. Входит в состав кантона Комбофонтен. Округ коммуны — Везуль.
Код INSEE коммуны — 70486.

## География
Коммуна расположена приблизительно в 290 км к юго-востоку от Парижа, в 60 км севернее Безансона, в 25 км к северо-западу от Везуля.

## Население
Население коммуны на 2010 год составляло 135 человек.
| 1962 | 1968 | 1975 | 1982 | 1990 | 1999 | 2010 |
| ---- | ---- | ---- | ---- | ---- | ---- | ---- |
| 139  | 160  | 124  | 116  | 91   | 95   | 135  |

## Экономика
В 2010 году среди 76 человек трудоспособного возраста (15—64 лет) 50 были экономически активными, 26 — неактивными (показатель активности — 65,8 %, в 1999 году было 64,3 %). Из 50 активных жителей работали 42 человека (26 мужчин и 16 женщин), безработными было 8 (4 мужчины и 4 женщины). Среди 26 неактивных 5 человек были учениками или студентами, 9 — пенсионерами, 12 были неактивными по другим причинам.

## Достопримечательности
- Амбар. Исторический памятник с 1991 года[3]